# بوآ ویستا دو کادادو
بوآ ویستا دو کادادو (به پرتغالی: Boa Vista do Cadeado) یک منطقهٔ مسکونی در برزیل است که در ریو گرانده جنوبی واقع شده‌است. بوآ ویستا دو کادادو ۲٬۴۶۸ نفر جمعیت دارد.